# Nothing Fails
«Nothing Fails» es una canción interpretada por la cantante estadounidense Madonna, incluida en su noveno álbum de estudio American Life. Fue compuesta por la cantante, Guy Sigsworth y Jem Griffiths, mientras que la producción quedó a cargo de la primera junto con Mirwais Ahmadzaï y Mark «Spike» Stent. Originalmente se creó bajo el título de «Silly Thing», compuesta por Sigsworth y Griffiths; cuando se la presentaron a Madonna, agregó algunas partes y decidió cambiar el título. Es una canción de amor que incorpora acordes de guitarra acústica y un coro de góspel, y la letra plantea que el encuentro con su enamorado no fue solo casualidad. Para acompañar el lanzamiento se realizaron varias remezclas, de las cuales una figuró posteriormente en el recopilatorio Remixed & Revisited (2003).
En general, «Nothing Fails» obtuvo reseñas positivas de los críticos y periodistas musicales, quienes elogiaron la participación del coro de góspel y lo consideraron uno de los temas más destacados del disco, mientras que otros lo compararon con su sencillo anterior «Like a Prayer» (1989), en términos de la letra y debido a que ambos incluyen un coro. Con el objetivo de aumentar las ventas de American Life, las compañías Maverick y Warner Bros. Records la publicaron como el tercer sencillo el 28 de octubre de 2003, después de la canción homónima y «Hollywood». Si bien no logró ingresar a la lista principal de Estados Unidos, Billboard Hot 100, llegó a la cima en Dance Club Songs, Hot 100 Singles Sales y Dance Singles Sales, como así también en España. En el resto de los países estuvo entre los diez primeros puestos en Australia, Bélgica, Canadá, Italia, Países Bajos y Portugal.
Aunque al principio se informó que iba a filmarse un vídeo musical en Israel, finalmente Madonna y su representante desmintieron los rumores. La artista interpretó la canción en los conciertos promocionales de American Life en 2003, junto con otras canciones del álbum y sus éxitos anteriores. Un año después figuró como el primer tema del segmento acústico en la gira Re-Invention World Tour. En la actuación cantaba sola acompañada de una guitarra acústica.

## Antecedentes

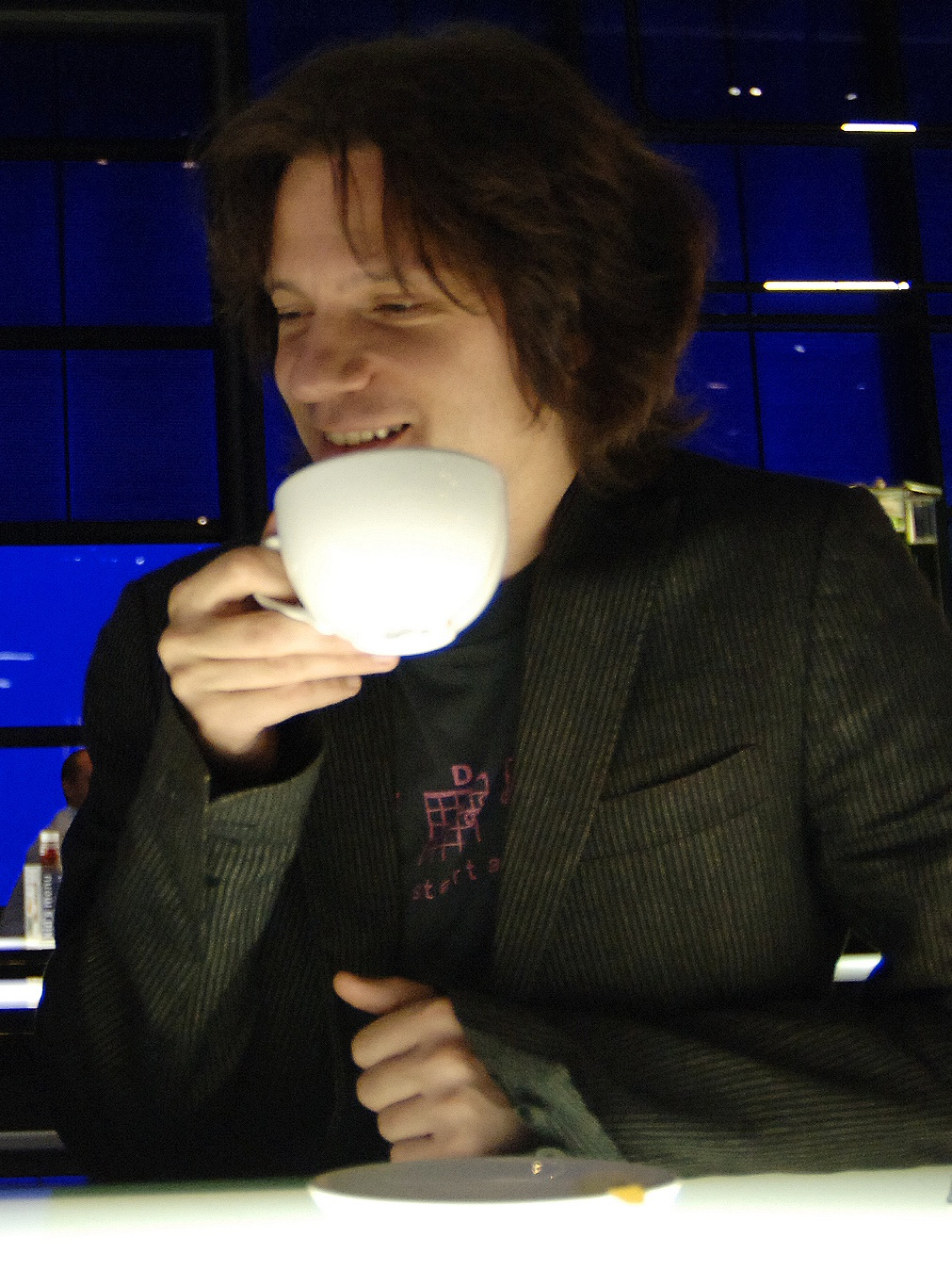
«Nothing Fails» comenzó como una canción de amor simple titulada «Silly Thing» que el músico y productor británico Guy Sigsworth (fotografía) había compuesto para su esposa

Según Lucy O'Brien, autora de Madonna: Like an Icon (2007), el concepto principal de American Life fue sobre «la nada». Esto fue evidente en títulos como «Nothing Fails», «Nobody Knows Me» y el uso de la palabra «no» en «Love Profusion». Al utilizar un tono negativo, Madonna pudo ser sarcástica en relación con las suposiciones que el público tenía sobre ella y enfatizar su conocimiento sobre el romance. Inicialmente, «Nothing Fails» comenzó como una canción de amor simple que el músico y productor británico Guy Sigsworth había creado para su esposa. Escribió solo el primer verso, por lo que solicitó a la cantante Jem Griffiths que colaborara con él y, durante la primera sesión, compusieron una pista titulada «Silly Thing», inspirada en la esposa de Sigsworth. Al respecto, declaró: «Nunca hago canciones de amor, pero me conmovió escribir una para ella. Nunca he tenido una relación problemática con ella, no ha habido mucho drama. Pero quería escribir algo cándido y honesto». La maqueta sonaba como una pista off-beat de música folk, con un estilo ambiental y «esotérico»; cuando se la presentaron a Madonna, modificó algunas partes, agregó algunas florituras y decidió cambiar el título. En septiembre de 2012, Sigsworth subió a la plataforma SoundCloud la versión original y la describió como «el trabajo en progreso de un demo que compuse originalmente con Jem. [...] Tiene más de diez años». Griffiths mencionó que cuando escribió las palabras nothing fails («nada falla») fue como una «idea de último momento» y pensó que quizá el título podía cambiarse más tarde. Asimismo, reconoció que pasó bastante tiempo antes de que saliera la versión de Madonna, pero quiso escucharla «un millón de veces». En otra entrevista con MTV, añadió:
Cuando la escuché estaba tan impactada, porque fue la primera vez que creí que [mi carrera] iba a realizarse. Y escuchar a Madonna cantándola fue algo tan extraño. Mi mamá sigue llamándome cada vez que la pasan. Iba a tiendas en el Reino Unido y se pegaba al teléfono y yo le decía: «Te van a arrestar».

## Grabación y composición

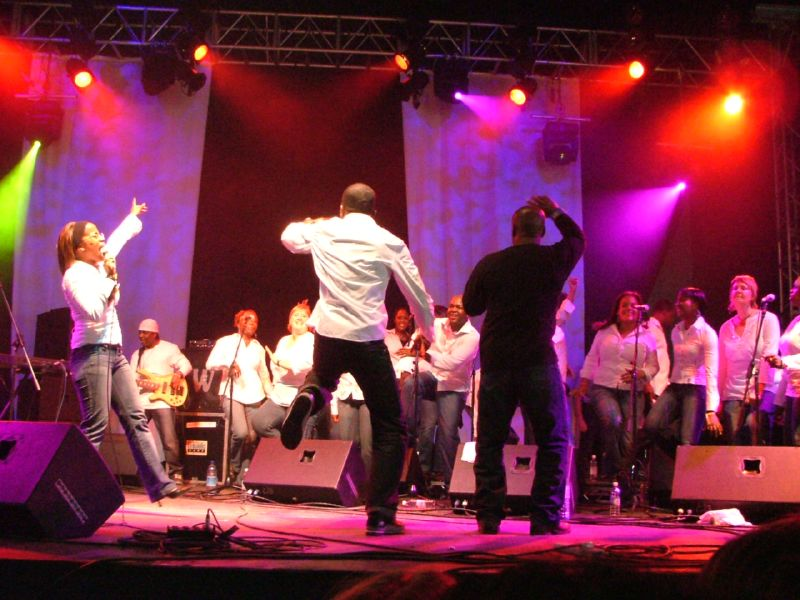
«Nothing Fails» contó con la participación del London Community Gospel Choir (fotografía)

La producción de «Nothing Fails» estuvo a cargo de Madonna y Mirwais Ahmadzaï, con producción adicional de Mark «Spike» Stent. Las sesiones de grabación de American Life iniciaron a finales de 2001, pero fueron interrumpidas ya que la cantante filmó la película Swept Away en Malta y protagonizó la obra de West End Up for Grabs, por lo que a finales de 2002 regresó a los Olympic Recording Studios, en Barnes (Londres), y finalizó las sesiones. Stent realizó la mezcla en Olympic y en Westlake Recording Studios, ubicados en West Hollywood (California), mientras que Tim Young fue el encargado de la masterización en Metropolis Studios, en Londres. Michael Colombier se desempeñó como el director de orquesta y el arreglista de cuerdas, y Geoff Foster hizo la ingeniería de cuerdas en los estudios AIR. En lo que respecta a la instrumentación, Ahmadzaï tocó la guitarra —además de haber participado en la programación— y Stuart Price el piano. El London Community Gospel Choir grabó los coros con dirección y arreglos de Nicky Brown.
«Nothing Fails» cuenta con una introducción de guitarra acústica —un tema recurrente en el disco— que se acompaña de una sección de percusiones «ligeras» y una voz grave de Madonna, como así también presenta un violonchelo en la primera mitad y un coro de góspel «casi litúrgico» en la segunda. Parte de un arreglo simple y luego alcanza el clímax cuando el coro entona el estribillo Makes me wanna pray («Me hace querer rezar»). Dan Aquilante del New York Post la describió como una canción de «rock sureño alterada», mientras que Ken Tucker de Entertainment Weekly señaló que tenía una mezcla de acústica y techno. Según la partitura publicada en Musicnotes por Alfred Publishing Co., Inc., se establece en un compás de 4/4 con un tempo «moderadamente lento» de 92 pulsaciones por minuto. Está compuesta en la tonalidad de si bemol mayor y el registro vocal de Madonna se extiende desde las notas fa3 a si bemol4. Sigue una progresión armónica de sol menor—fa—mi bemol—si bemol—sol menor.
La letra trata sobre un amante que es el indicado y cómo su encuentro no fue solo casualidad. Se hace alusión al «árbol de la vida» y Madonna afirma «no soy religiosa» (I'm not religious), pero el amor que siente la hace querer rezar. Sobre ese verso, Ed Howard de Stylus Magazine observó que, a primera vista, ella recurre a «denuncias sobre la religión». John Payne de LA Weekly señaló que en los versos When I get lost in space I can return to this place, cause you’re the one y I’m not religious, but I feel so moved («Cuando me pierdo en el espacio puedo regresar a este lugar, porque tú eres el indicado» / «No soy religiosa, pero me siento conmovida»), el tema principal es encontrar su «lugar en el mundo en los brazos de su amor, con todas las complicaciones que conlleva». Según Sal Cinquemani de Slant Magazine, «Nothing Fails» está dedicada a Dios. Bill Friskics-Warren, autor de I'll Take You There: Pop Music and the Urge for Transcendence (2006), consideró que la letra tenía un doble sentido, pues hacía referencia tanto al renacimiento espiritual como al sexual. Geoff Foster, ingeniero de cuerdas, recuerda que el coro consistió en «un grupo de grandes cantantes dándolo enérgicamente, fue impresionante».

## Publicación y remezclas
A raíz del fracaso comercial de «American Life» y «Hollywood», los dos primeros sencillos del álbum, las compañías Maverick y Warner Bros. Records decidieron enviar «Nothing Fails» a las principales estaciones de radio estadounidenses como el tercer sencillo el 28 de octubre de 2003, con el objetivo de aumentar las ventas del material. La portada presenta una imagen de Madonna en la parte inferior derecha, con la letra de la canción impresa en un fondo de color anaranjado. La fotografía fue tomada por Regan Cameron bajo la dirección artística de Kevin Reagan, quien también se encargó del diseño. En febrero de 2016, varios seguidores de la cantante notaron a través de las redes sociales que la portada de The Life of Pablo, el séptimo trabajo discográfico del rapero estadounidense Kanye West, era muy similar al de «Nothing Fails». Algunos usuarios consideraron aquello un «plagio» por parte de West, mientras que otros señalaron que se «inspiró» en el trabajo de Madonna.
El 21 de noviembre de 2003 se puso a la venta un CD en Europa que incluyó una edición para la radio de «Nothing Fails» y dos versiones de «Love Profusion»: la original y la remezcla «The Passengerz Club». Otra de las remezclas, titulada «Jackie's In Love In The Club Mix» y producida por Jackie Christie, estuvo disponible como una de las pistas exclusivas del maxi CD, editado el 25 de ese mes en Estados Unidos, Europa y Australia. En una entrevista con el sitio Madonna Tribe, Christie comentó que mantuvo su voz y el coro góspel y agregó: «Quería que fuera una mezcla de la pista principal con un gran desglose del coro para que así sintieras la magia de Madonna y del coro, como la iglesia. [...] Fue muy emocionante y estoy muy contenta de que ella haya aprobado mi mezcla». La versión de Peter Rauhofer fue añadida junto con las remezclas de «Love Profusion», el siguiente sencillo, y la versión «retro de los años 90» de Jason Nevins figuró en el EP recopilatorio Remixed & Revisited, publicado también el 25 de noviembre. Stephen Thomas Erlewine de Allmusic declaró que con esta y con todas las mezclas de ese disco, «Madonna suena como si estuviera fuera de sintonía con la música de 2003».

## Recepción crítica

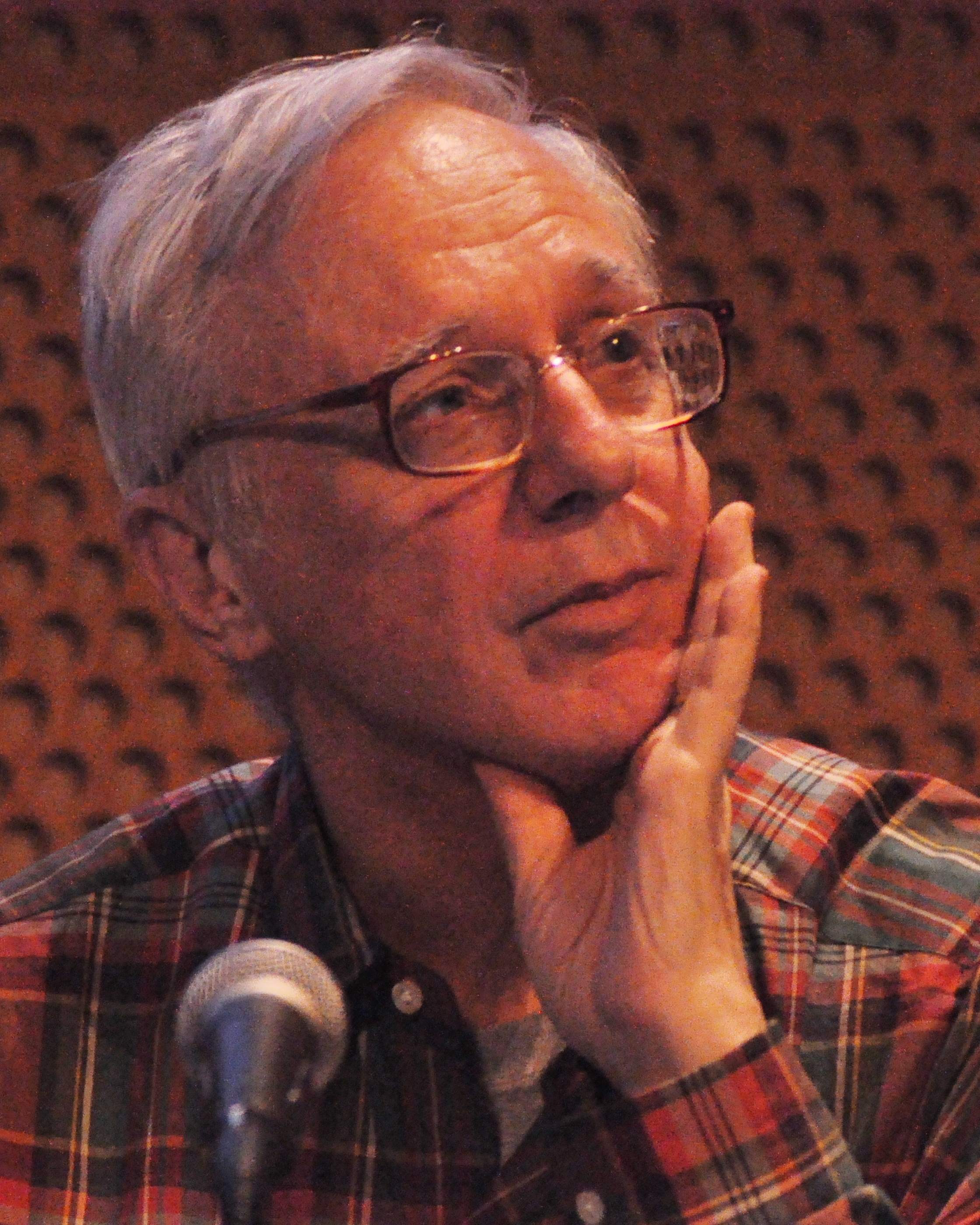
El crítico Robert Christgau (fotografía) consideró a «Nothing Fails» y «Mother and Father» como las canciones más destacadas de American Life

En términos generales, «Nothing Fails» obtuvo reseñas positivas de los críticos y periodistas musicales, quienes elogiaron la participación del coro y acordaron que era una de las mejores canciones de American Life. Así lo expresó Sebas E. Alonso de Jenesaispop, que la definió como «la mejor a secas, y una de las más emocionantes que ha hecho en su conjugación de amor y religión». El crítico Robert Christgau la consideró, junto con «Mother and Father», como las más destacadas del disco, opinión que compartió Michael Paoletta de Billboard, que además afirmó que «provoca lágrimas». J. Randy Taraborrelli, autor de Madonna: An Intimate Biography (2008), admitió que aunque el álbum no era un paquete fuerte y cohesivo, la canción se destacó como «una de las pocas joyas». O'Brien lo nombró un «himno de devoción» y el «más majestuoso de American Life». Alabó el «aire dramático y teatral» y señaló que el coro hizo que el tema fuese «revelador y extático». De manera similar, Alexis Petridis de The Guardian elogió el final coral, mientras que The People, que le otorgó cuatro puntos de cinco, expresó que «comienza como una canción de fogata [pero] hacia el final, llega un coro de góspel emocionante». Igualmente, Rahul Sarathy de The Tech opinó que la entrada «perfectamente colocada» del coro fue una de las partes más memorables del material y aseguró que esta era «una Madonna nueva y más madura, cómoda con su vida, mirando al pasado y cantando acerca de lo que le importa ahora, y funciona». Alan Braidwood de la BBC elogió las «hermosas cuerdas» y la incorporación del coro y señaló que este era el tipo de música «clásica y downbeat» de la artista. Josh Tyrangiel de Time declaró que American Life tenía «mucho sentimiento» en producciones como «Nothing Fails», cuya interpretación era «relajada y [a la vez] afligida».
Larry Flick de The Advocate y Ken Tucker de Entertainment Weekly la calificaron como «encantadora» y «magnífica», respectivamente, y Dan Gennoe de Dotmusic la llamó «una declaración de amor asombrosamente conmovedora». Ian Youngs de la BBC remarcó que tenía una melodía «más simple y peculiar» y mostró que «menos es más cuando se trata de los trucos electrónicos» de Ahmadzaï. En la misma línea, E! Online destacó que American Life contenía «sonidos más cálidos y toques sencillos» como en «Nothing Fails», a diferencia del estilo electro que la cantante había experimentado en Music (2000), su anterior álbum de estudio. Un editor de Telegram & Gazette recalcó que combinó «con éxito lo espiritual y lo sensual». Jon Pareles del New York Times afirmó que era una de las pocas canciones del disco que podía generar sentimientos «que otras personas podrían compartir dentro de la autoabsorción abrumadora de Madonna». John Payne de LA Weekly comentó que «en este número sin pretensiones y bien interpretado, ella expone una aproximación casi científica para encontrar un mensaje "universal" en el que cristianos, musulmanes, judíos y shriners pueden sonreír y asentir». Bernard Zuel del Sydney Morning Herald notó que Ahmadzaï otorga una «calidez inesperada» a temas como «Nothing Fails». Jessica Winter, de The Village Voice, comparó la voz de Madonna con el trino nasal de la cantante estadounidense Aimee Mann.
Varios críticos compararon «Nothing Fails» con «Like a Prayer» (1989), en términos de la letra y debido a que ambos incluyen un coro de góspel. En este sentido, Nicolás Alvarado, de la revista Letras Libres, observó que era una referencia «directa a esa "Like a Prayer" primigenia». Ben Ratliff de Rolling Stone sostuvo que «Nothing Fails» era algo mucho más cercano de aquello en lo que Madonna era muy buena haciendo, es decir, «la idea de la transfiguración secular a través del amor». Sin embargo, señaló que la diferencia en el 2003 es que «no tiene ambiciones». En una opinión variada, Ed Howard de Stylus Magazine admitió que nada de lo que dice en «Nothing Fails» tiene el poder que alguna vez tuvo «Like a Prayer», pues diez años después, «la misma vieja canción simplemente ya no funciona». Si bien le pareció «emocionalmente resonante», Stephen Thompson  de The A.V. Club dijo que la producción de Ahmadzaï socavaba el trabajo de la artista, y en una crítica irónica, Serene Dominic del Metro Times escribió: «En un intento por promover su nueva agenda atea, Madonna logra que el London Community Gospel Choir cante "no soy religiosa" [I'm not religious]. Qué inteligente». Asimismo, Jude Adam de Third Way se preguntó cómo consiguió que el coro cantara esa misma frase. El periodista Jim DeRogatis notó que dicho verso era «confuso y desconcertante», ya que en otras canciones del álbum se hace referencia a Jesucristo y Satanás. Chuck Taylor de Billboard criticó los instrumentos y el hook «redundante, no pegadizo» y afirmó que «la canción ilustra todo lo que hace que [American Life] sea un trabajo monótono».
En reseñas retrospectivas, uno de los editores de Jenesaispop lamentó que no se haya valorado «la calidad y cercanía» de temas como «Nothing Fails» debido a los prejuicios que el público tuvo con American Life. Para Matthew Jacobs del Huffington Post fue «demasiado maduro para considerarse un éxito» y reflejó la calidad subestimada del álbum. En una lista sobre los mejores sencillos de la artista, el periodista lo incluyó en el puesto cincuenta y nueve. En un artículo por los quince años del lanzamiento de American Life, Chuck Arnold de Billboard la nombró la «gloriosa pieza central» del disco y que, a pesar de que no logró éxito comercial, creativamente «fue un triunfo»; lo ubicó en el 29.° lugar del ranking de los 60 mejores sencillos de Madonna para Entertainment Weekly. Quentin Harrison de Albumism reconoció la voz de «primer nivel por derecho propio» de la artista en esta balada, y Néstor Villamor de The Objective, en una revisión a su discografía, escribió que si Madonna «unía el éxtasis sexual y el religioso en "Like a Prayer", en "Nothing Fails" es el amor lo que lleva a una revelación espiritual». Por último, Mike Wass de Idolator la nombró una de las mejores canciones y la más subestimada de su carrera, y añadió que la letra era una de las «más introspectivas y significativas de la Reina del Pop».

## Recepción comercial
En Estados Unidos, «Nothing Fails» no ingresó a la Billboard Hot 100 pero logró éxito en las listas dance. Debutó en el puesto treinta de la Dance Club Songs el 20 de diciembre de 2003, misma fecha que «Me Against the Music», su colaboración con Britney Spears, y «Nobody Knows Me» se ubicaban en la segunda y cuarta posición, respectivamente. Ello convirtió a Madonna en la única artista desde febrero de 1985 en tener tres entradas en dicha lista simultáneamente. En la edición siguiente, el sencillo ingresó directamente en el primer puesto de los conteos Hot 100 Singles Sales y Dance Singles Sales, a la vez que en este último «Me Against the Music» ascendía al segundo, lo que supuso la primera vez en más de seis años que un artista ocupaba los dos primeros puestos. Por su parte, en la Dance Club Songs ella fue la primera en veinte años en tener tres títulos en el top veinte. Sin embargo, vendió menos de 10 000 unidades según Nielsen SoundScan, lo que marcó uno de los debuts más bajos para un sencillo número uno. Finalmente, el 7 de febrero de 2004 alcanzó el primer lugar en Dance Club Songs. Para fin de año, «Nothing Fails» ocupó la segunda posición en Dance Singles Sales, mientras que «Me Against the Music» la primera y «Love Profusion» la tercera. Billboard informó que Madonna fue la primera persona en la historia de la lista en tener las tres canciones más exitosas del año.
En Australia se publicó el maxi CD y, debido a la duración y al número de pistas, la Australian Recording Industry Association (ARIA) lo consideró como un álbum. Aunque no logró ingresar al conteo principal ARIA Albums Chart, ocupó la sexta posición en el ranking dance el 22 de diciembre de 2003. En Canadá debutó y alcanzó el séptimo lugar en el Canadian Singles Chart. En Europa se situó entre los cincuenta mejores en Alemania, la región Flamenca de Bélgica, Francia, Países Bajos, Rumania y Suiza, y tuvo un recibimiento más favorable en otros países como España, donde debutó y permaneció dos semanas seguidas en lo más alto, y en las listas Tipparade y Ultratip de Países Bajos y la región Valona de Bélgica, donde ocupó el segundo y tercer puesto, respectivamente. Alcanzó el número cuatro en Portugal, siete en Italia, once en Dinamarca y dieciséis en el European Airplay Radio de Billboard y cincuenta y uno en Austria.

## Promoción y presentaciones
No se rodó ningún vídeo musical para promocionar «Nothing Fails». Inicialmente el periódico británico Daily Mirror había informado que Madonna tenía planeado filmar un videoclip en Israel con el actor Michael Douglas. Según Polly Graham del periódico, los ejecutivos de Warner Bros. estaban preocupados por la seguridad de la cantante en el país, pero esta se mantuvo firme. Al respecto, una fuerte cercana declaró: «Sus jefes discográficos están realmente preocupados. Están tratando de hablar con ella, pero no quiere saber nada de eso. Les ha dicho que tiene sentido rodarlo en Israel ya que la Cábala tiene su origen allí. Madonna no está particularmente preocupada por su seguridad y los riesgos potenciales. No cree que sea tan malo como parece». Su entonces esposo, el director Guy Ritchie, también enfrentaba dificultades con su nuevo proyecto, Revolver, que había sido rechazado por los ejecutivos de Sony Pictures dado que contenía varias referencias a la Cábala, por lo que le pidieron que reescribiera el guion. Como el vídeo en sí habría incluido símbolos de la Cábala, la artista decidió no seguir con los planes. Sin embargo, desmintió tiempo después estos informes durante una entrevista con la estación de radio de San Francisco Alice 97.3, donde explicó que en realidad no se grabaría ningún vídeo. Por su parte Caresse Henry, su representante, confirmó que en lugar de «Nothing Fails», se rodaría uno para «Love Profusion», el siguiente sencillo.

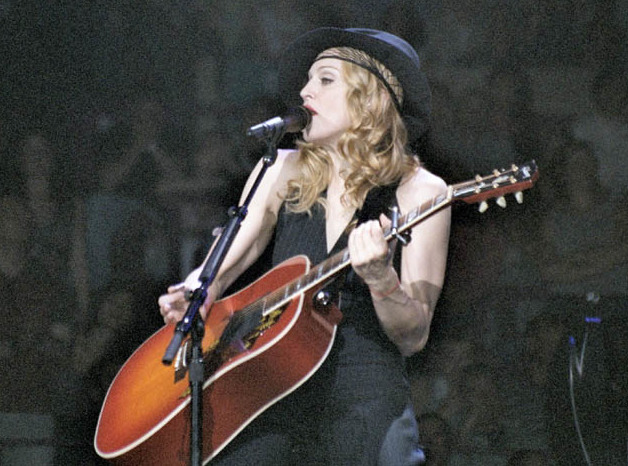
Madonna interpretando una versión acústica de «Nothing Fails» en el Re-Invention World Tour de 2004

Madonna realizó una serie de presentaciones como parte de la promoción de American Life. Una de ellas se llevó a cabo en los estudios de Total Request Live en Nueva York el 22 de abril de 2003, y el canal MTV transmitió el especial, titulado Madonna on Stage & on the Record. Conducido por Carson Daly, cantó «Nothing Fails» y otras canciones del álbum, como así también concedió una entrevista a John Norris y respondió preguntas del público. El 9 de mayo se presentó en la tienda HMV de Oxford ante un público de entre 500 a 750 personas. La cantante, que lució una boina negra, una blusa de lunares, pantalones negros y tacones, tocó la guitarra acústica en algunos temas y el repertorio incluyó «American Life», «Hollywood», «Nothing Fails», «X-Static Process» y los sencillos anteriores «Like a Prayer» (1989) y «Don't Tell Me» (2001).
Un año después figuró como la primera canción del segmento acústico de la gira Re-Invention World Tour. Apareció en el escenario vistiendo un traje negro de Stella McCartney y acompañada de una guitarra acústica. Jane Stevenson del Toronto Sun describió a Madonna como una «figura solitaria», al encontrarse sola tocando la guitarra, y Bret McCabe  del Baltimore City Paper consideró la actuación como un «calentamiento» para los siguientes números del segmento. Durante el concierto en Irlanda, el 29 de agosto de 2004, llevaba un abrigo negro y un paraguas la protegía de la lluvia mientras cantaba el tema. Este hecho se mencionó en el documental de 2005 I'm Going to Tell You a Secret, que relató toda la gira.

## Lista de canciones y formatos
| CD  |                                                      |          |  |
| N.º | Título                                               | Duración |  |
| 1.  | «Nothing Fails» (Radio Edit)                         | 3:46     |  |
| 2.  | «Nothing Fails» (Peter Rauhofer's Classic House Mix) | 8:24     |  |

| CD (Nothing Fails/Love Profusion) |                                        |          |  |
| N.º                               | Título                                 | Duración |  |
| 1.                                | «Nothing Fails» (Radio Edit)           | 3:46     |  |
| 2.                                | «Love Profusion» (versión del álbum)   | 3:48     |  |
| 3.                                | «Love Profusion» (The Passengerz Club) | 7:01     |  |

| CD promocional |                               |          |  |
| N.º            | Título                        | Duración |  |
| 1.             | «Nothing Fails» (Radio Edit)  | 3:46     |  |
| 2.             | «Nothing Fails» (Radio Remix) | 3:59     |  |

| Maxi CD |                                                              |          |  |
| N.º     | Título                                                       | Duración |  |
| 1.      | «Nothing Fails» (Peter Rauhofer's Classic House Mix)         | 8:24     |  |
| 2.      | «Nothing Fails» (Nevins Big Room Rock Mix)                   | 6:44     |  |
| 3.      | «Nothing Fails» (Tracy Young's Underground Mix)              | 7:29     |  |
| 4.      | «Nothing Fails» (Nevins Global Dub)                          | 7:45     |  |
| 5.      | «Nothing Fails» (Jackie's In Love In The Club Mix)           | 7:28     |  |
| 6.      | «Nobody Knows Me» (Peter Rauhofer's Private Life Mix Part 1) | 8:07     |  |
| 7.      | «Nobody Knows Me» (Above & Beyond 12" Mix)                   | 8:45     |  |
| 8.      | «Nobody Knows Me» (Mount Sims Italo Kiss Mix)                | 5:26     |  |

| Maxi CD |                                                      |          |  |
| N.º     | Título                                               | Duración |  |
| 1.      | «Nothing Fails» (Radio Edit)                         | 3:46     |  |
| 2.      | «Nothing Fails» (Peter Rauhofer's Classic House Mix) | 8:24     |  |
| 3.      | «Nothing Fails» (Tracy Young's Underground Mix)      | 7:29     |  |
| 4.      | «Nothing Fails» (Nevins Big Room Rock Mix)           | 6:44     |  |

| 12" promocional |                                                      |          |  |
| N.º             | Título                                               | Duración |  |
| 1.              | «Nothing Fails» (Peter Rauhofer's Classic House Mix) | 8:24     |  |
| 2.              | «Nothing Fails» (Nevins Big Room Rock Mix)           | 6:44     |  |
| 3.              | «Nothing Fails» (Nevins Global Dub)                  | 7:45     |  |

| 12" promocional |                                                      |          |  |
| N.º             | Título                                               | Duración |  |
| 1.              | «Nothing Fails» (Peter Rauhofer's Lost In Space Mix) | 8:36     |  |

| 2 x 12" |                                                      |          |  |
| N.º     | Título                                               | Duración |  |
| 1.      | «Nothing Fails» (Peter Rauhofer's Classic House Mix) | 7:38     |  |
| 2.      | «Nothing Fails» (Nevins Big Room Rock Mix)           | 6:44     |  |
| 3.      | «Nothing Fails» (Tracy Young's Underground Mix)      | 7:29     |  |
| 4.      | «Nothing Fails» (Jackie's In Love In The Club Mix)   | 7:28     |  |
| 5.      | «Nothing Fails» (Nevins Global Dub)                  | 7:45     |  |
| 6.      | «Nobody Knows Me» (Mount Sims Italo Kiss Mix)        | 5:26     |  |
| 7.      | «Nobody Knows Me» (Mount Sims Old School Mix)        | 4:44     |  |
| 8.      | «Nothing Fails» (Tracy Young's Underground Dub)      | 8:36     |  |

## Posicionamiento en listas
| País (Lista 2003-04)                      | Posición más alta |
| ----------------------------------------- | ----------------- |
| Alemania (Offizielle Deutsche Charts)     | 36                |
| Australia (ARIA Dance Chart)              | 6                 |
| Austria (Ö3 Austria Top 40)               | 51                |
| Bélgica Flandes (Ultratop)                | 50                |
| Bélgica Valonia (Ultratip Bubbling Under) | 3                 |
| Bélgica Valonia (Ultratop Dance)          | 28                |
| Canadá (Canadian Singles Chart)           | 7                 |
| Dinamarca (Tracklisten)                   | 11                |
| España (PROMUSICAE)                       | 1                 |
| Estados Unidos (Dance Club Songs)         | 1                 |
| Estados Unidos (Dance Singles Sales)      | 1                 |
| Estados Unidos (Hot 100 Singles Sales)    | 1                 |
| Europa (European Radio Airplay)           | 16                |
| Francia (SNEP)                            | 34                |
| Italia (FIMI)                             | 7                 |
| Países Bajos (Tipparade)                  | 2                 |
| Países Bajos (Single Top 100)             | 49                |
| Portugal (AFP)                            | 4                 |
| Reino Unido (UK Singles Chart)            | 11                |
| Rumania (Romanian Top 100)                | 49                |
| Suiza (Schweizer Hitparade)               | 41                |

| País (Lista 2004)                    | Posición |
| ------------------------------------ | -------- |
| Estados Unidos (Dance Club Songs)    | 4        |
| Estados Unidos (Dance Singles Sales) | 2        |

## Créditos y personal

### Dirección
- Grabado en Olympic Studios (Barnes, Londres)
- Mezclado en Olympic Studios y Westlake Audio
- Masterizado en Metropolis Studios (Londres)
- Publicado por WB Music Corp./Webo Girl Publishing, Inc. admin. por WB Music Corp (ASCAP)/Universal-Poligram Int. Publishing Inc. (ASCAP)
- Ⓒ℗ 2003 Warner Bros. Records Inc. Warner Music Group, una compañía de Time Warner.

### Personal
- Madonna: voz, composición, producción
- Guy Sigsworth: composición
- Jem Griffiths: composición
- Mirwais Ahmadzaï: producción, guitarra, programación
- Stuart Price: piano
- Nicky Brown: arreglo de coros
- London Community Gospel Choir: arreglo de coros
- Mark «Spike» Stent: producción adicional, mezcla
- Tim Young: masterización
- Michael Colombier: arreglo de cuerdas, dirección de orquesta
- Orlando Puerta: A&R (remezclas)
- Kevin Reagan: dirección artística, diseño
- Regan Cameron: fotografía
- Caresse Henry: gestión

Créditos adaptados de las notas del álbum American Life y del sencillo estadounidense de 12".